# 덕내로
덕내로(Deongnae-ro)는 서울특별시 노원구 상계동 수락 교차로와 경기도 남양주시 진접읍 내곡리 내곡 교차로를 잇는 도로이다. 덕릉터널 구간은 덕송 ~ 상계간 광역도로, 서별내 나들목부터 내곡 교차로까지 민자 구간은 덕송내각고속화도로라고도 불린다.

## 연혁
- 2010년 7월 2일 : 덕송 ~ 내각 고속화도로 민간투자사업 실시계획 승인[1]
- 2016년 2월 19일 : 덕릉터널을 포함한 덕송 ~ 상계 광역도로(서울특별시 노원구 상계동 ~ 경기도 남양주시 별내동) 2.38km 구간 개통[2]
- 2017년 2월 15일 : 덕내로로 명명[3]
- 2017년 4월 6일 : 서별내 나들목 ~ 내곡 교차로(남양주시 별내동 ~ 진접읍 내곡리) 4.901km 구간을 자동차 전용도로로 지정[4]
- 2017년 4월 14일 : 덕송 ~ 내각 고속화도로 서별내 나들목 ~ 내곡 교차로 (남양주시 별내동 ~ 진접읍 내곡리) 4.901km 구간 개통[5] 및 통행료 징수 개시[6]

## 주요 경유지
서울특별시
- 노원구

경기도
- 남양주시 (별내동 - 별내면 - 진접읍)

## 노선
- (■) : 자동차 전용도로 구간

| 이름                    | 접속 노선 | 소재지                                                  | 소재지                                    | 비고                                        |
| ----------------------- | --------- | ------------------------------------------------------- | ----------------------------------------- | ------------------------------------------- |
| 수락 교차로             | 덕릉로    | 서울특별시                                              | 노원구                                    |                                             |
| 덕릉터널                |           | 서울특별시                                              | 노원구                                    | 진접 방향 연장 1,815m 상계 방향 연장 1,850m |
| 덕릉터널                | 남양주시  | 별내동                                                  |                                           | 진접 방향 연장 1,815m 상계 방향 연장 1,850m |
| 서별내 나들목 (별내1교) | 남양주시  | 별내동                                                  | 순화궁로                                  |                                             |
| 별내2교                 | 남양주시  | 별내동                                                  |                                           |                                             |
| 서별내 요금소           | 남양주시  | 별내동                                                  |                                           |                                             |
| 별내터널                | 남양주시  | 별내동                                                  |                                           | 진접방향 연장 1,318m 오남방향 연장 1,305m   |
| 별내터널                | 남양주시  | 별내면                                                  |                                           | 진접방향 연장 1,318m 오남방향 연장 1,305m   |
| 동별내 나들목 (광전1교) | 남양주시  | 송산로 (29호선 세종포천고속도로)                        | 진접방향 진출입 가능 상계방향 진출입 불가 |                                             |
| 광전2교                 | 남양주시  |                                                         |                                           |                                             |
| 진접터널                | 남양주시  |                                                         | 진접방향 연장 1,968m 오남방향 연장 1,997m |                                             |
| 진접터널                | 남양주시  | 진접읍                                                  | 진접방향 연장 1,968m 오남방향 연장 1,997m |                                             |
| 내곡 교차로             | 남양주시  | 국도 제47호선 (금강로) 국가지원지방도 제98호선 (남가로) |                                           |                                             |

## 통행료
덕송 ~ 내각 구간은 민자 구간으로 건설되어 통행료를 징수한다. 통행료는 2017년 4월 14일부터 30년간 징수할 계획이다.
2018년 10월 1일 인상후 기준
| 구분 | 서별내요금소 | 동별내요금소 |
| ---- | ------------ | ------------ |
| 소형 | 1,300        | 700          |
| 중형 | 2,300        | 1,100        |
| 대형 | 3,000        | 1,500        |

## 주의 사항
덕송 ~ 내각 구간은 자동차 전용도로로 지정되어 있어 자전거나 보행자는 통행할 수 없다. 이륜자동차 (모터사이클 혹은 오토바이)는 긴급자동차 (싸이카 및 소방용 모터사이클 등)에 한해 통행이 가능하며, 그 밖의 이륜자동차는 통행할 수 없다. 이에 대한 대체도로로는 덕릉로, 국도 제43호선, 국도 제47호선, 뱅이터널 등이 있다.